# Simon Jakob Levie van Aalten
Simon Jakob Levie van Aalten (Rotterdam, 31 januari 1863 - 17 juli 1928) was een Joods-Nederlands politicus. Hij was lid van de Tweede Kamer voor de Vrijzinnig-Democratische Bond en wethouder van financiën in Rotterdam in het interbellum.
Van Aalten promoveerde cum laude aan de Rijksuniversiteit Leiden in de rechtswetenschap in 1886. Daarna werd hij advocaat en procureur te Rotterdam.
Als lid van de Liberale Unie werd hij in 1899 in de gemeenteraad van Rotterdam gekozen, waar hij tot zijn dood in 1928 zitting in zou nemen. In 1901 stapte hij over naar de Vrijzinnig-Democratische Bond. Van 1913 tot 1918 was hij lid van de Provinciale Staten, en van 1916 tot 1923 was hij wethouder in Rotterdam, eerst van financiën, later kreeg hij er de portefeuille bedrijven bij. Na zijn wethouderschap keerde hij terug als fractievoorzitter in de raad. In 1925 veroorzaakte het stemgedrag van de door hem geleide VDB-gemeenteraadsfractie bij een voorstel tot pensioenkorting tot het aftreden van wethouder Van der Hoeven.
In 1925 werd Van Aalten in de Tweede Kamer gekozen. Daar sprak hij vooral over justitiële onderwerpen, binnenlandse zaken, arbeid, verkeer en PTT.
Van Aalten was medeoprichter van de Rotterdamse afdeling van de Vereniging voor facultatieve lijkverbranding en werd na zijn overlijden in 1928 op Driehuis-Westerveld gecremeerd.
- Biografisch Portaal: 51356306
- Parlement.com: vg09lkx73twd